# Doogie Kameāloha, M.D.
Doogie Kameāloha, M.D. é uma série de televisão de comédia dramática estadunidense de 2021, baseada na série Tal Pai, Tal Filho (1989-93) da ABC. É estrelada por Peyton Elizabeth Lee como a personagem-título Lahela "Doogie" Kameāloha, ao lado de Kathleen Rose Perkins, Jeffrey Bowyer-Chapman, Jason Scott Lee e Ronny Chieng nos papéis coadjuvantes. Estreou em 8 de setembro de 2021 no Disney+.

## Elenco
- Peyton Elizabeth Lee como Lahela "Doogie" Kameāloha
- Emma Meisel como Steph Denisco
- Matthew Sato como Kai Kameāloha
- Wes Tian como Brian Patrick Kameāloha
- Jeffrey Bowyer-Chapman como Charles Zeller
- Mapuana Makia as Noelani Nakayama
- Kathleen Rose Perkins como Dr. Clara Hannon
- Jason Scott Lee como Benny Kameāloha
- Ronny Chieng como Dr. Lee,[2]
- Alex Aiono como Walter Taumata
- Barry Bostwick como Will
- Randall Park como Dr. Choi
- Magic Johnson como ele mesmo

## Lançamento
A série estreou no Disney+ em 8 de setembro de 2021. Os restantes episódios estão programado para ser lançado semanalmente às quartas-feiras.

## Recepção
No Rotten Tomatoes, a série detém um índice de 92% de aprovação, com uma nota média de 6,6/10, baseado em 12 críticas. O consenso dos críticos do site diz: "Com um elenco afiado e uma ótimas atuações, Doogie Kamealoha, MD, presta homenagem ao seu antecessor enquanto traça com sucesso seu próprio seu caminho encantador". O Metacritic deu à série uma pontuação média ponderada de 75 de 100 com base em 5 avaliações, indicando "críticas geralmente favoráveis".